# Giovanni Battista Garberini
Giovanni Battista Garberini (né en 1819 à Vigevano, en Lombardie - mort en 1896 dans la même ville) est un peintre italien et sculpteur du XIXe siècle.

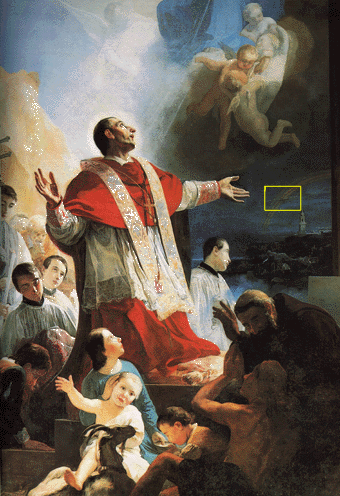
Apoteosi di San Carlo Borromeo en l'église San Carlo de Vigevano

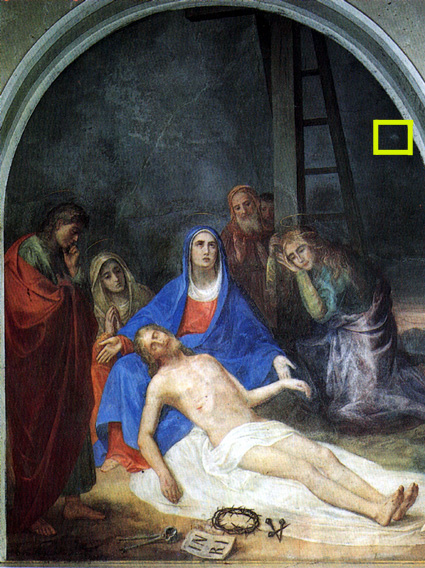
Déposition de la Croix (1877)

## Biographie
Giovanni Battista Garberini fréquente  l'Académie des beaux-arts de Brera à Milan et travaille à Turin, Florence, Rome.
C'est un excellent portraitiste, très demandé par la bourgeoisie de son époque.

## Œuvres
- Diomède et Ulysse retournent au temple avec Palladio (Pinacothèque de Brera).
- Portrait du noble Domenico Pisani et son épouse (collection hôpital civil de Vigevano).
- Apothéose de Saint Charles Borromée (1850) (église  de San Carlo à Vigevano).
- La déposition (1877).
- Ritratto della famiglia Campari
- Œuvres dans les églises San Dionigi, San Pietro Martire de Vigevano.

### Anecdotes
- Apothéose de Saint Charles Borromée (1850) (église  de San Carlo à Vigevano)[1].
- La déposition (1877)  (autre détail dans ce tableau).

pouvant laisser penser qu'il a été témoin d'apparition d'OVNIs.
Selon l'historien de l'art et graphic designer italien Diego Cuoghi et le scientifique Nico Conti, ces interprétations ne tiennent pas compte  de la constitution d'une œuvre d'art religieux, qui obéit d'abord aux commanditaires (souvent les institutions religieuses) avec des sujets codifiés et canoniques. Ainsi les « objets lenticulaires » sont souvent des calottes de cardinaux, des roues de la destinée, des colombes, des anges dans des nuages, définis ensuite a posteriori et d'une manière anachronique d'UFO, souvent par le manque de détail dus à leur petitesse dans le tableau.

## Sources
- Piero et Francesca Dini, Giovan Battista Gamberini, peintre et sculpteur (Dolomia, Trente 1989).